# Ildebrando II Aldobrandeschi
Ildebrando II Aldobrandeschi (IX secolo – 900 circa) è stato un nobile italiano, primo conte della dinastia degli Aldobrandeschi.

## Biografia
Esponente di una famiglia della media aristocrazia lucchese del IX secolo, era figlio di Eriprando, vassallo imperiale; suo fratello maggiore Geremia fu vescovo di Lucca dall'852, e sono documentati almeno altri due fratelli, Eriprando II e Ademari, anch'essi vassalli imperiali.
Fu il primo membro della famiglia a possedere il titolo di conte, come testimoniato dal suo intervento a un placito del dicembre 857 presieduto dal padre e dal vescovo Giovanni. Ildebrando esercitò la sua funzione comitale su un vasto territorio della Tuscia meridionale, presumibilmente i territori di Populonia, Roselle e Sovana, distretti residui delle iudiciariae di matrice longobarda, nei cosiddetti fines Maritimenses.
Prese parte a un placito dell'871 in cui assistette il vescovo nell'opera di recupero dei beni ecclesiastici perduti, figurando al fianco dei vescovi Oschiso di Pistoia e Platone di Pisa, del marchese Adalberto I e il vescovo eletto di Firenze Andrea.
Ildebrando segnò definitivamente il passaggio della famiglia «dalla media aristocrazia lucchese ai vertici dell'élite toscana (e italica)». Dall'analisi delle sue transizioni e acquisizioni emerge un impegno costante nell'accrescere il proprio patrimonio, concentrando i suoi beni in due aree, quella a nord della città di Lucca, e quella di competenza comitale nei distretti maremmani. Il suo progressivo scollamento dall'area di influenza lucchese è probabilmente la causa del diradarsi della sua presenza nelle fonti di fine secolo.
È possibile datare la sua morte tra il febbraio 899 e il giugno 901.

## Nella letteratura e nella cronachistica medievale
Ildebrando II risulta menzionato anche in alcuni testi letterari e cronache del X secolo che lo pongono al centro delle lotte tra i pretendenti alla corona d'Italia, sostenendo Guido II di Spoleto contro Berengario. Nonostante sia sempre citato come personaggio secondario, è ricordato come un conte molto potente, posto sempre in rapporto di parità e mai in subordine con gli altri signori della Tuscia e del centro Italia.
Nelle Gesta Berengarii Imperatoris di un anonimo autore intento a celebrare Berengario, il conte Ildeprandus appare a capo dei Thyrreni (i toscani) in sostegno di Guido nella battaglia della Trebbia dell'889; alla visione dei propri compagni in fuga, il conte li esorta a farsi coraggio e affrontare il nemico, gridando: «Perstate, sodales; / quid fugitis? Spectate, virum si pellere ferro / forte queam! Similes artus creatrix / huic dedid, ac similis sustentat viscera sanguis.» (Liber II, 245–249). Ingaggiato uno scontro individuale con Berengario, Ildebrando lo ferisce scagliandogli una lancia che lo colpisce al femore, costringendolo alla fuga. Secondo il glossatore del manoscritto, a ferire Berengario fu invece Alberico di Spoleto e non Ildebrando.
Negli Annales Fuldenses si legge di come dopo la discesa in Italia di Arnolfo di Carinzia e la conquista di Bergamo (894), i grandi di Tuscia («primores itaque marchenses»), consci dell'ormai fine di Guido di Spoleto, si recassero dal nuovo re «praesumptuosese inbeneficiari ultra modum iactantes», finendo per essere imprigionati; tra di loro figura anche Hildibrandus.
Liutprando di Cremona racconta invece nella sua Antapodosis di come Adalberto, marchese di Tuscia, e «Ildeprandus, praepotens comes» («potentissimo conte»), si ribellarono a Lamberto II di Spoleto mettendo insieme un grande esercito e recandosi a Pavia. Avvertito dell'arrivo dei toscani quando questi stavano attraversando il monte Bardone, Lamberto preferì attaccarli di sorpresa durante la notte, riuscendo a infliggere loro una grave sconfitta: Ildebrando sopravvisse e si dette alla fuga, abbandonando Adalberto, come scrive Liutprando, nascosto dentro una stalla.